# Салтыков, Пётр Семёнович
Граф Пётр Семёнович Салтыко́в (11 [21] декабря 1698 — 26 декабря 1772 [6 января 1773]) — главнокомандующий русской армии в 1759—1760 годах, генерал-фельдмаршал (1759), с чьим именем связаны наиболее крупные успехи русской армии в Семилетней войне. В 1763—1771 годах московский главнокомандующий. Владелец подмосковной усадьбы Марфино.

## Биография
Представитель разветвлённого рода Салтыковых. Родился 11 (21) декабря 1698 в селе Никольском к юго-западу от озера Неро. Сын генерал-аншефа С. А. Салтыкова (которого Анна Иоанновна называла не иначе как mon cousin) и Фёклы Яковлевны Волынской.
В 1714 году, во время правления Петра Великого, Салтыков был зачислен на службу в гвардию и отправлен во Францию для изучения морского дела, однако расположения к этому, по-видимому, не чувствовал, ибо, вернувшись в Россию, и не думал служить во флоте.
Императрица Анна Иоанновна, по матери Салтыкова, охотно продвигала по службе даже дальних родственников. Она была благодарна жене Петра Семёновича за то, что в 1730 г. она приложила руку к провалу замыслов «верховников». Капитан гвардии был причислен к её двору в чине действительного камергера и в 1732 г. вместе с отцом получил титул графа.
В 1734 году генерал-майор Салтыков возглавил часть армии под командованием фельдмаршала Миниха в новой войне, целью которой было свержение с польского трона Станислава Лещинского.
Вступление на престол Елизаветы Петровны повлекло за собой удаление Салтыковых из столицы. Пётр Семёнович, находившийся в день переворота во дворце в качестве дежурного генерал-адъютанта, был взят под стражу, «приведён пред вновь восшедшую императрицу и пал к ней на колени», после чего был прощён.
В 1742 году Салтыков (к тому времени получивший звание генерал-поручика) сражался на фронте русско-шведской войны под командованием генералов Кейта и Ласси. За свои боевые заслуги он получил в награду золотую шпагу с бриллиантами.
После окончания войны со Швецией Салтыков получил назначение командиром Псковской дивизии, дислоцировавшейся на украинских землях, получив звание генерал-аншефа. В 1756 году был переведён в столицу Российской империи, Санкт-Петербург, командиром Шуваловского корпуса.

### Семилетняя война
В Семилетней Войне (1756—1763) Российская империя выступала союзницей Франции и Австрии. Главным противником России в этой войне была Пруссия, армию которой возглавлял лично король Фридрих II. Однако период этой войны с 1757 по 1758 год был не слишком успешным для российской армии, особенно он был примечателен после кровавой пирровой победы русских войск над армией Фридриха при Цорндорфе. Неэффективность действий и падение авторитета главнокомандующего русскими войсками Фермора привели к тому, что императрица Елизавета отправила его в отставку. Заменил его на этом посту Салтыков — назначение состоялось в 1759 году. Андрей Тимофеевич Болотов вспоминал о его прибытии в армию:

Нельзя изобразить, с каким любопытством мы его дожидались и с какими особыми чувствиями смотрели на него, расхаживающего пешком по нашему городу. Старичок седенький, маленький, простенький, в белом ландмилицком кафтане, без всяких дальних украшений и без всех пышностей, ходил он по улицам и не имел за собою более двух или трёх человек. Привыкнувшим к пышностям и великолепиям в командирах, чудно нам сие и удивительно казалось, и мы не понимали, как такому простенькому и по всему видимому ничего не значащему старичку можно было быть главным командиром толь великой армии, какова была наша, и предводительствовать ею против такого короля, который удивлял всю Европу своим мужеством, храбростию, проворством и знанием военного искусства. Он казался нам сущею курочкою, и никто не только надеждою ласкаться, но и мыслить того не отваживался, чтоб мог он учинить что-нибудь важное, столь мало обещивал нам его наружный вид и все его поступки.

Тем не менее 60-летний ветеран с большими познаниями в военной стратегии, последовательный в своих действиях и со значительным боевым опытом, доставил немало неприятностей прусскому королю.
Новый командующий имел приказ координировать свои действия с австрийцами во время кампании против прусской армии; по этой причине он двинул свои войска по направлению к реке Одер, чтобы соединиться с ними. Прусский генерал Ведель в это время активно атаковал русские войска с целью перекрыть им путь во время марша. Однако отлаженная система разведки в русских войсках наряду с полководческим талантом Салтыкова помогла им избежать опасности и постоянно ставила Веделя в крайне неблагоприятные позиции для атаки. При этом численно русские имели превосходство над войсками Веделя. Прусский генерал, однако, решил атаковать русские войска 12 июля около села Пальциг; Салтыков в этом сражении поставил войска отрядами в две линии, разместив их на вершине и приказав из этого положения начать массированный обстрел находящихся ниже пруссаков. Русская пехота была поддержана залпами артиллерии, в том числе пушками-единорогами, способными стрелять выше голов солдат своих войск и наносившими страшный урон находившимся в невыгодном положении прусским солдатам. Несмотря на тяжёлые потери, однако, пруссаки попытались предпринять штыковую атаку, имевшую целью прорвать линию противника; русские быстро отреагировали на этот порыв массированным артиллерийским огнём и штыковой атакой тысяч солдат пехоты. Подобный ответный натиск обрушил атаку сил Веделя. Не упуская представившейся возможности, войска Салтыкова перешли в мощную контратаку, в результате которой в рядах пруссаков, загнанных в ловушку, начался хаос, и в результате разгромили вражескую армию. Сражение при Пальциге завершилось полной победой русских войск.

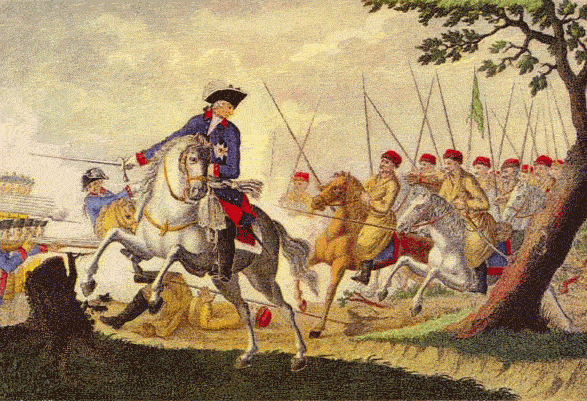
Прусский король ретируется при виде русских казаков

По свидетельству Болотова, после победы русские «войска, аки одолевшие неприятеля, ободрились и стали более надежды полагать на старичка, уже с приезда своего солдатам полюбившегося». Армия Салтыкова продолжила путь к реке Одер и в итоге встретилась там с австрийской армией генерала Эрнста Лаудона. После объединения русско-австрийские войска заняли город Франкфурт-на-Одере, создав этим прекрасную возможность для австрийского маршала Леопольда Дауна осуществить скоординированную атаку всеми силами союзников на Берлин, чтобы положить конец войне. Однако нерешительность и медлительность Дауна привели к тому, что союзники упустили эту возможность, а Фридрих II тем временем быстро отвёл своё войско на север, за реку Одер, к северу от Франкфурта-на-Одере, чтобы отрезать союзникам, России и Австрии, путь к отступлению и затем атаковать их.

Крупнейшая Кунерсдорфская баталия произошла 1 августа 1759 года. В этом бою Салтыков намеренно позволил пруссакам атаковать левый фланг — который был защищён пересечённой местностью и мощными укреплениями, — и после отражения прусского наступления планировал начать резкое общее контрнаступление, чтобы в итоге разгромить врага. Чего Салтыков не ожидал — так это того, что вторая атака войск Фридриха II произойдёт слишком быстро и слишком рано, когда возведение укреплений ещё не будет закончено и для левого фланга русских войск будет затруднительно её выдержать. Тем не менее левый фланг российской армии, находившийся под командованием талантливого военачальника Петра Румянцева, продолжал сражаться с большой стойкостью, что привело к катастрофическим потерям во время второй прусской атаки. Измотанные и понёсшие тяжёлые потери пруссаки вскоре быстро оказались опрокинуты мощной контратакой русско-австрийской кавалерии, и прусская кавалерия в главе с Фридрихом Зейдлицем ничего не смогла ей противопоставить. Командующий Салтыков сделал битву при Кунерсдорфе самым впечатляющим поражением Фридриха II, стоившим ему потери более чем 25 тысяч солдат, а также множества потерянных пушек и боеприпасов; прусская армия оказалась фактически рассеяна. После боя в руки русских попала даже шляпа короля. Вместе с тем, однако, русско-австрийская армия тоже понесла существенные потери: в этой битве погибло около 2,5 тысяч русских солдат и 900 австрийских, что сделало эту битву одним из самых кровавых эпизодов Семилетней войны. 

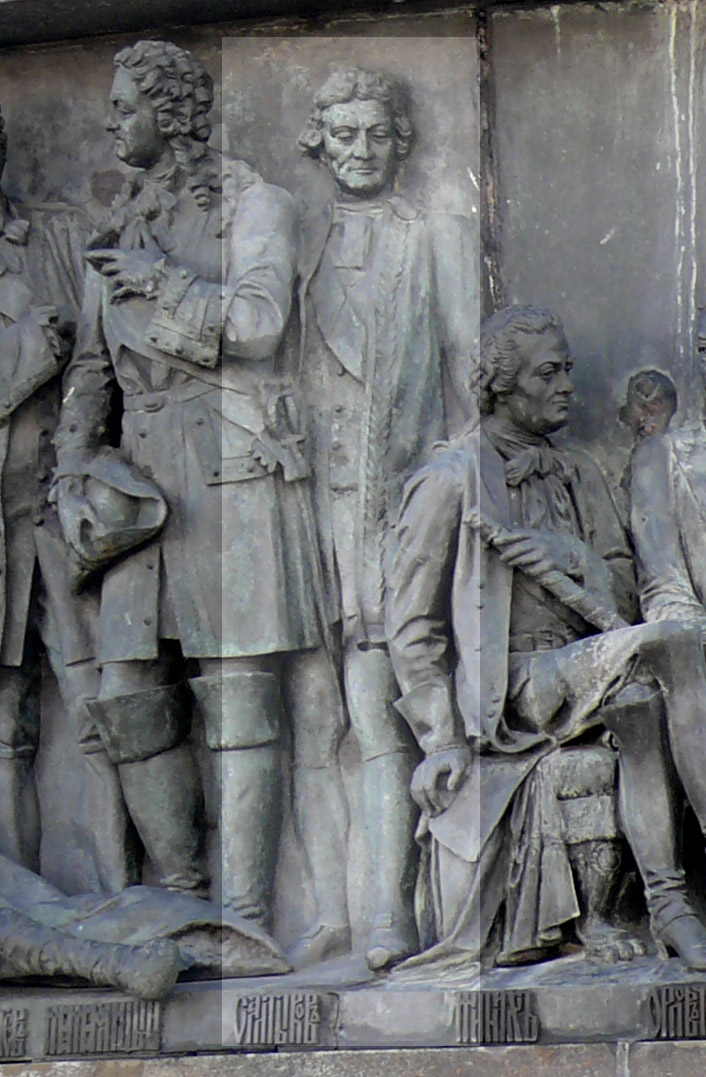
П. С. Салтыков, победитель Фридриха II при Кунерсдорфе, на Памятнике «1000-летие России» в Великом Новгороде. Скульптор М. Микешин

Если для Фридриха II битва при Кунерсдорфе стала настоящей катастрофой, то Салтыкову победа в ней вернула уважение и почёт. Командующий за неё был произведён (18 августа 1759) в фельдмаршалы и награждён медалью с надписью «Победителю над пруссаками». Австрийская императрица Мария Терезия преподнесла ему в подарок перстень с бриллиантом и табакерку, инкрустированную бриллиантами. Тем не менее фельдмаршал смиренно ответил, что в действительности победа при Кунерсдорфе была заслугой русских офицеров и солдат, находившихся под его командованием, и победа российского оружия состоялась благодаря прекрасным офицерам-кавалеристам и храбрости солдат.
Однако победы при Кунерсдорфе было не достаточно, чтобы русско-австрийская коалиция достигла окончательной победы. Отсутствие последовательности в действиях коалиции, а также противоречившие один другому приказы, поступавшие из Вены и Санкт-Петербурга, фактически свели все достижения Салтыкова и Лаудона на нет. Австрийские военачальники неохотно шли на контакты с русской армией, опасаясь, что России может достаться вся слава после победы в войне. Во время боевых действий в районе Померании вся тяжесть боёв легла фактически на плечи солдат Салтыкова, так как маршал Даун во время каждой из атак всячески уклонялся от необходимости координирования действий с русскими. Несогласованность и медлительность армий русско-австрийской коалиции давали прусскому королю отличную возможность действовать. Фридриху II удалось быстро реорганизовать свою армию и восстановить снабжение прусской армии. В итоге боевые действия возобновились. Уже 28 сентября (9 октября) 1760 года генералу Курту Тотлебену удалось войти в Берлин, однако вскоре его корпус вместе с войсками генерал-поручика Захара Чернышёва и австрийского генерала Ласси отступили из города, чтобы соединиться с армией Салтыкова, когда стало известно о перемещении к Берлину сил Фридриха.
Салтыков испытывал в связи со сложившейся ситуацией большое разочарование. Из-за необходимости согласования между собой различных приказов, поступавших из Санкт-Петербурга и Вены, он оказался фактически не в состоянии своими силами организовать решительное наступление, которым мог бы разгромить Фридриха II. Оказавшись в клубке сложных дипломатических интриг, Салтыков под предлогом обострения грудной болезни по собственному прошению сдал команду обратно Фермору и в конце 1760 года отбыл в Познань.
Деятельность Салтыкова во время Семилетней войны великий князь Николай Михайлович прокомментировал следующим образом:

Салтыков был обходительный, добрый и ласковый простой русский человек и страстный охотник. Несмотря на невидную наружность, он обладал большой энергией, любил везде быть сам и всё видеть. Здравый смысл и осторожность заменяли ему и недостаток военных талантов, и незнакомство с рутинными правилами тогдашнего военного искусства, благодаря чему его мероприятия были и непонятны, и неожиданны для неприятеля.

### Управление Москвой
В течение некоторого периода времени жизнь бывшего главнокомандующего протекала спокойно. Император Пётр III, взошедший на престол в 1762 году, официально завершил войну с Пруссией. При новом императоре Салтыков оставался в бездействии. Екатерина II в 1763 году восстановила старого фельдмаршала на службе, наградив золотой шпагой, инкрустированной бриллиантами. 

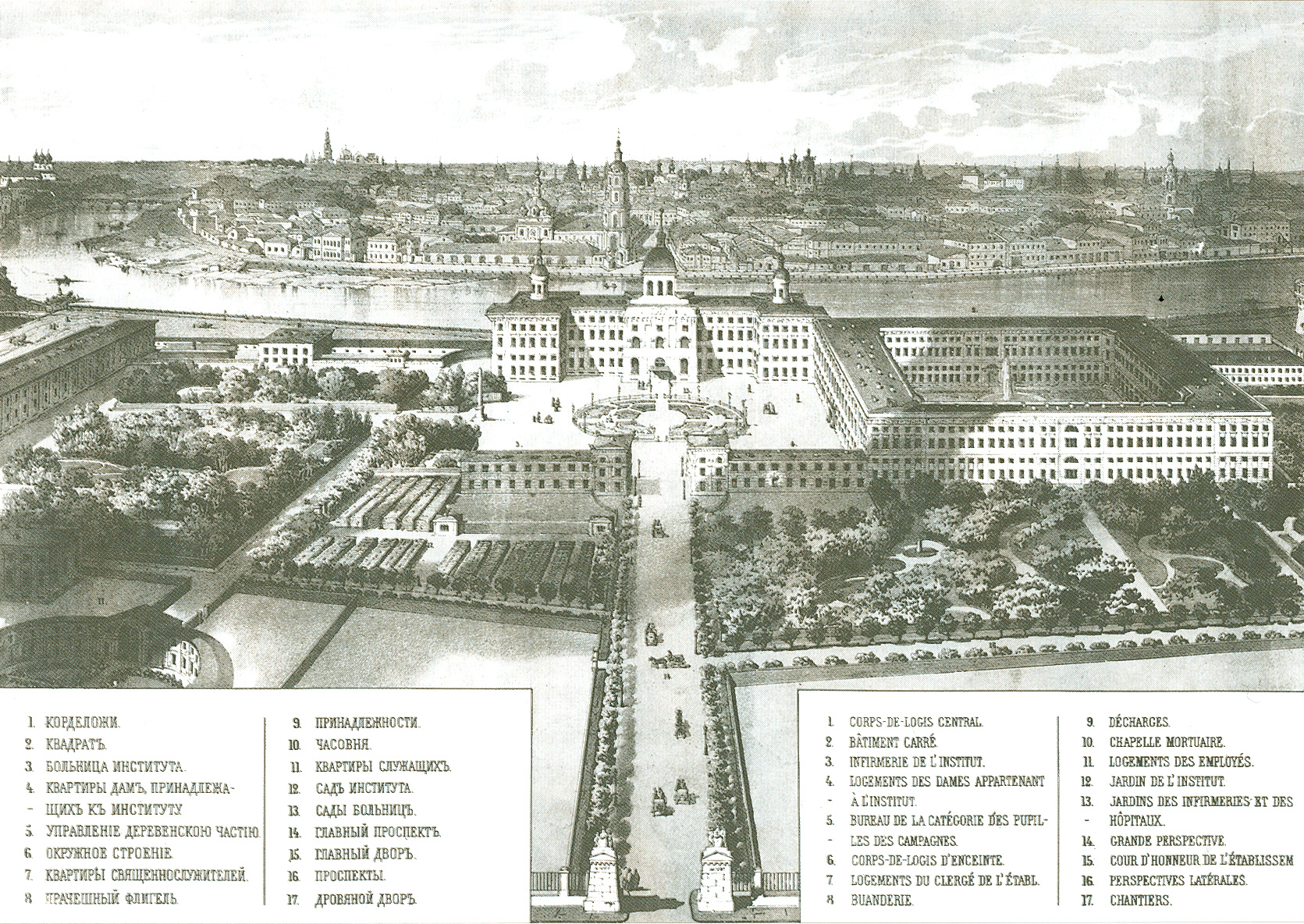
Воспитательный дом в Москве

В 1764 году Салтыков получил назначение сенатором и московским генерал-губернатором. Он возглавлял Московскую дивизию и являлся лицом, ответственным за Сенатскую контору города. Период нахождения Салтыкова на посту градоначальника отмечен позитивными изменениями в жизни Москвы. При нём было открыто множество новых почтовых отделений, проведена реконструкция Головинского и Коломенского дворцов. Был также капитально отремонтирован имевший до того множество повреждений мост через Москву-реку, отремонтированы Оружейная палата и рассыпавшаяся от ветхости Белгородская стена, ускорено получение строительных материалов для возведения Воспитательного дома (работы лично контролировала Екатерина II). В апреле 1764 года Салтыков доложил в Санкт-Петербург об открытии Московского воспитательного дома. Стремясь обеспечить жителей города достаточным количеством пищи, он также снял запрет на ввоз хлеба и регулировал деятельность частных хлебопекарен. Он также ужесточил ввоз вина в Москву (количество достаточного для потребления городом алкоголя было оценено в 575 тысяч вёдер) и стремился искоренить азартные игры. В 1765 году Салтыков участвовал в инициированной императрицей акции сжигания «вредных для общества» книг.

Однако, когда в 1771 году в Москве вспыхнула эпидемия чумы, огромное число помещиков, чиновников и купцов попытались покинуть город. Распространение заразы, волнения в народе, отсутствие войска и неодобрение при дворе мер, принимаемых фельдмаршалом, удручающе подействовали на Салтыкова, и он уехал в свою подмосковную дачу, село Марфино. На следующий день разразился чумной бунт, сопровождавшийся убийством архиепископа Амвросия, и хотя Салтыков поспешил вернуться в Москву, императрица уволила его 13 ноября в отставку. 

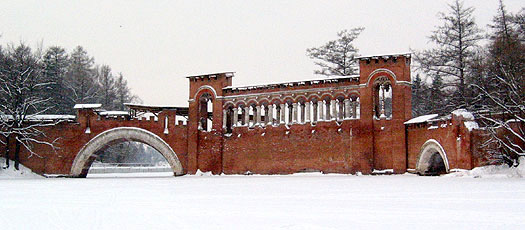
Мост в усадьбе Марфино (1770-е)

Смущённый и пристыжённый Салтыков через год скончался в возрасте 75 лет. Похороны фельдмаршала прошли довольно незаметно. Московское начальство забыло даже оказать умершему должные воинские почести, пока граф П. И. Панин, оппозиционно настроенный к Екатерине, не приехал в Марфино и сам не встал у гроба на дежурстве, с обнажённым палашом. По утверждению М. Пыляева, военачальник, облачённый в парадный мундир, благоговейно склонился над телом покойного фельдмаршала и громко сказал: «До тех пор буду стоять здесь на часах, пока не пришлют почётного караула для смены».
Салтыков, как и его сын Иван, был погребён в Спасской церкви села Никольское Ростовского уезда, построенной в 1708 году. В советское время храм был уничтожен, могилы обоих фельдмаршалов представляют собой «яму с кирпичной крошкой по краям, находящуюся посреди кладбища»:

Внутри ямы — два углубления, выложенные кирпичом, и валяющийся старинный кованый крест — это всё, что осталось от склепов, в которых когда-то покоился прах выдающихся русских военачальников и других представителей этой знатной семьи, оставившей заметный след в истории нашей Родины.

## Семья
Салтыков был женат на княжне Прасковье Юрьевне Трубецкой (1704—1767), сестре генерал-прокурора Н. Ю. Трубецкого. Когда верховники задумали ограничить власть Анны Иоанновны, «сия жена хитрая нашла способ, быв при надзираемой императрице, наедине ей записку о начинающихся намерениях сообщить». В знак благодарности при коронации императрица утвердила её в звании статс-дамы, а 19 января 1732 года пожаловала с мужем и всей семьёй в графское достоинство; с декабря 1741 года статс-дама императрицы Елизаветы Петровны, с пожалованием портрета. В браке имели сына и трёх дочерей:
- Иван Петрович (1730—1805) — генерал-фельдмаршал, московский генерал-губернатор, похоронен подле отца.
- Анастасия Петровна (1731—1830), была замужем за Пётром Фёдоровичем Квашниным-Самариным (1743—1815), президентом Юстиц-коллегии, действительным тайным советником, у них дочь Елизавета.
- Варвара Петровна (1734—?), была замужем с 1754 года за князем Василием Борисовичем Голицыным (1729—1771)[7].
- Екатерина Петровна (1743—1817), статс-дама, кавалер ордена Святой Екатерины 1-го класса. Была замужем за действительным тайным советником и сенатором графом Андреем Петровичем Шуваловым (1742—1789).

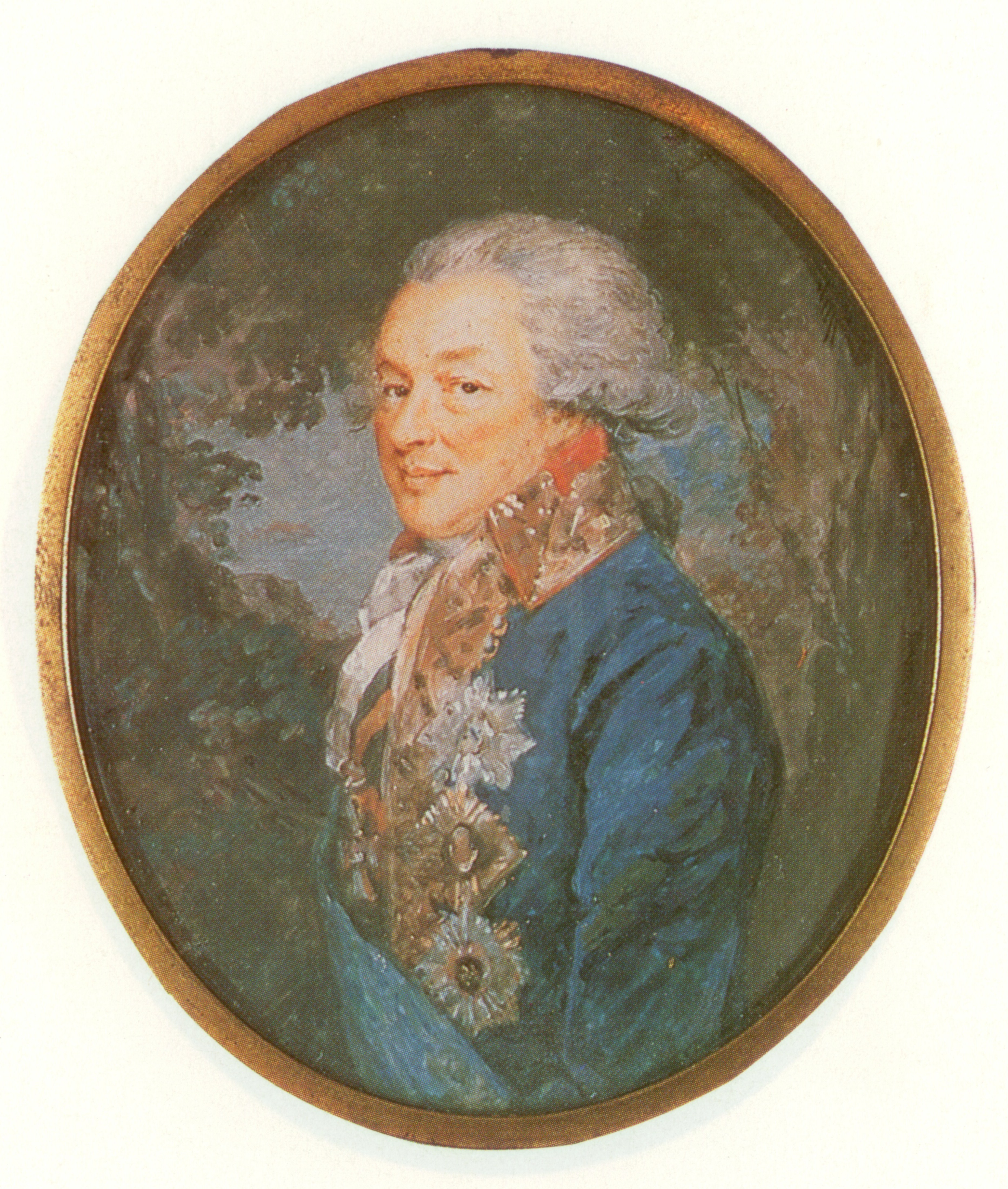
Иван Петрович
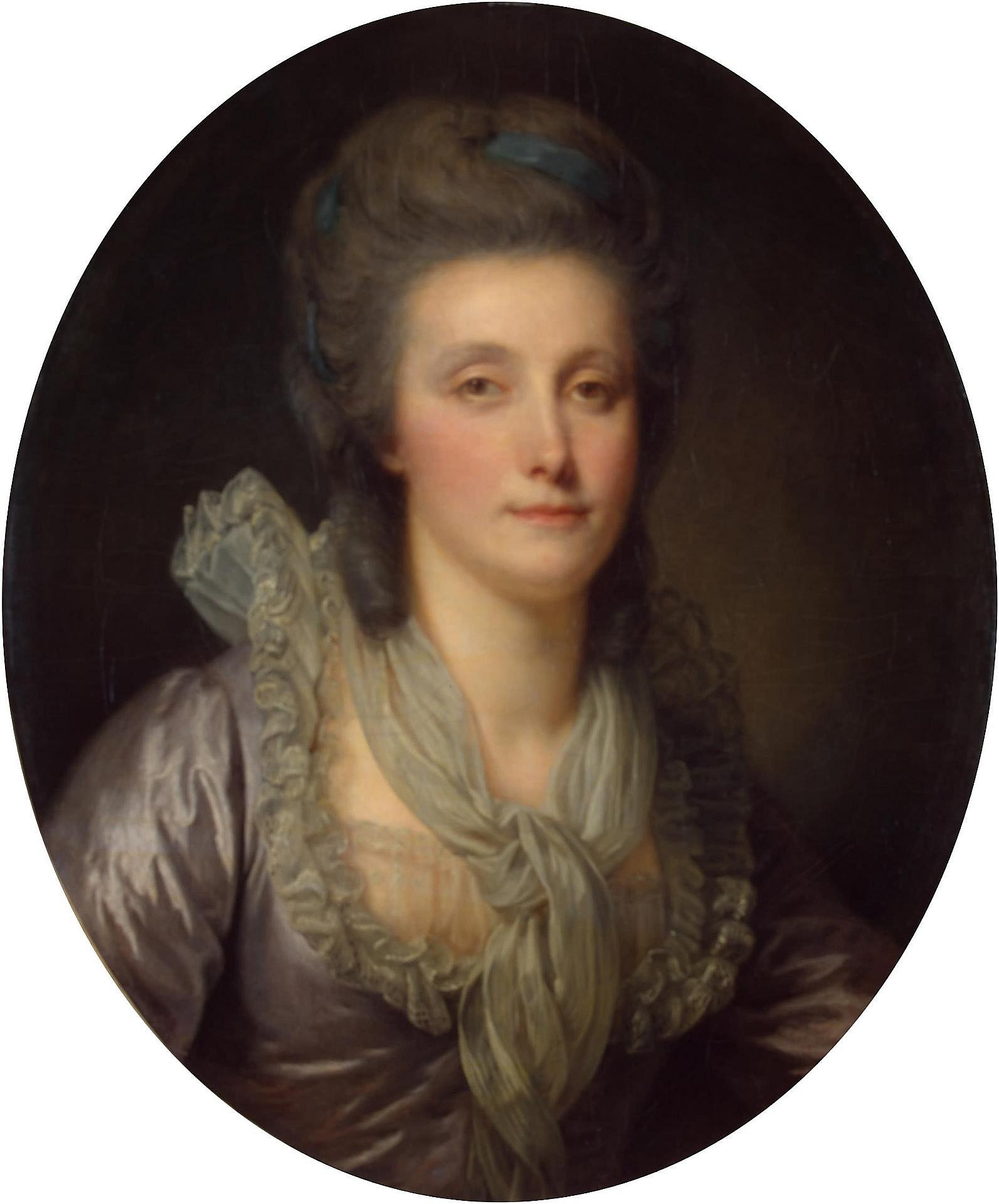
Екатерина Петровна

## В кинематографе
- Вальтер Суессетгут («Великий король», Германия, 1942).
- Анатолий Кузнецов («Пером и шпагой», Россия, 2007).